# Rothmans International London 1973
Il Rothmans International London 1973 è stato un torneo di tennis giocato sul sintetico indoor. È stata la 4ª edizione del torneo, che fa parte del World Championship Tennis 1973. Si è giocato a Londra in Gran Bretagna, nella Royal Albert Hall, dal 22 al 28 gennaio 1973.

## Campioni

### Singolare
Brian Fairlie ha battuto in finale  Mark Cox con il punteggio di 2–6 6–2 6–2 7–6

### Doppio
Tom Okker /  Marty Riessen hanno battuto in finale  Arthur Ashe /  Roscoe Tanner con il punteggio di 6–3 6–3